# Charikot
Charikot est le chef-lieu du district de Dolkha, dans la zone de Janakpur au nord-est du Népal. Sa population s'élevait en 1991 à 7349 habitants répartis dans 1541 logements individuels. La ville est située à 1554 mètres d'altitude.